# Scopula rubrocinctata
Scopula rubrocinctata là một loài bướm đêm trong họ Geometridae.